# Léger Marketing
Léger Marketing (рус. Леже́ Маркети́нг) — крупнейший исключительно канадский социологический институт с 650 служащими. Фирма была основана в Квебеке в 1986 Марселем Леже и его сыном Жан-Марком Леже (специалистом по опросам общественного мнения), который в настоящее время и управляет предприятием, президентом которого является. Со времени образования предприятие распространило свою деятельность на всю Канаду и США. Его конторы находятся в Монреале, Торонто, Квебеке, Эдмонтоне, Калгари, Оттаве, Филадельфии, Денвере и Тампе.

## Онлайновые опросы
Léger Marketing создал один из крупнейших канадских опросных порталов Legerweb.com.